# 博羅戰鬥
博羅戰鬥發生於1923年5月10日-11月8日，地點則是在中國粵中一帶。是北洋政府時期大型戰鬥之一。博羅戰鬥的交戰兩方為桂滇聯軍及陳炯明所屬粵軍。戰鬥結束後，楊坤如率領的粵軍獲得絕對勝利，滇桂聯軍獲得重大挫敗，11月8日，滇桂兩軍原有之廣東中部駐守地遭陳炯明佔領。

## 參看
- 北洋政府
- 中華民國北洋政府時期內戰戰鬥列表